# Origny-le-Butin
Origny-le-Butin település Franciaországban, Orne megyében. Lakosainak száma 96 fő (2018. január 1.). Origny-le-Butin La Perrière, Chemilli, Le Gué-de-la-Chaîne és Vaunoise községekkel határos.

## Népesség
A település népességének változása:
| Lakosok száma | 99   | 100  | 102  | 96   |
|               | 2013 | 2015 | 2017 | 2018 |